# 王丽华 (刺绣艺术家)
王丽华（1969年—），出生于中国江苏省苏州市镇湖镇，当代刺绣艺术家，八工针法的发明者，以擅长绣制文物青铜器、玉器，历史人物肖像著称。

## 經歷
王丽华1984年开始学习苏绣。
1993年师从苏州刺绣研究所中国工艺美术大师余福臻老师，学习人物肖像绣。
2008年于中国美术学院研修。
现任苏州市虎丘区政协委员，国家研究员级高级工艺美术师，国家级非物质文化遗产项目（苏绣）代表性传承人，中国刺绣艺术大师，中国民间工艺美术家，江苏省工艺美术大师，江苏省工艺美术名人，苏州市工艺美术大师，苏州市新长征突击手，吴中区十佳青年， 双学双比竞赛中“巾帼生产能手” 。
王丽华多次获得国家级别与省级别的奖项。曾获得荣获第一届中国国际传统工艺技术研讨会暨博览会一等奖， 中国 “金凤凰” 创新产品设计大赛金奖，中国工艺美术百花奖金奖，西湖博览会“百花杯”金奖等一系列奖项。